# Mosé ben Sem Tob de León
Moshé ben Shem Tob de León (en hebreo: משה בן שם-טוב די-ליאון‎), también conocido como Moisés de León (n. 1240 – m. 1305, Arévalo, Corona de Castilla), fue un sabio judío sefardita, rabino y cabalista relevante para los judíos de la Corona de León y de la Corona de Castilla cuyo trabajo tuvo un impacto muy notable en su propio tiempo de vida, trascendiéndolo.

## Biografía
Existe una discusión entre los historiadores en torno a si Moshé ben Shem Tob de León nació en León o en Guadalajara. Y los estudiosos que afirman que nació en Guadalajara sostienen que «de León» quedó incorporado al nombre de Moshé ben Shem Tob a través de su padre, el «Shem-Tob de León» o el del «Buen Nombre de León».
También se discute si Moshé ben Shem Tob de León fue el autor del Zóhar o Libro del Esplendor —obra fundamental en la tradición de la Cábala— o no lo fue. Para unos autores, Moisés de León fue el autor del libro del Zóhar, mientras que para otros autores solo fue un recopilador medieval del Zóhar, cuyo autor original habría sido el rabino de los siglos I a II Shimon bar Yojai (en hebreo:שמעון בר יוחאי).
Luego, hay que añadir que Moshé ben Shem Tob de León se interesó desde joven por la religión y por la filosofía —como otros rabinos o cabalistas castellanos de la época— y se dice que con veinticuatro años de edad ya había estudiado y recibido una copia de la Guía de perplejos de Maimónides. Por estas inquietudes y mediante estos estudios, este sabio se interesó más y más por la fe, más y más por la razón y finalmente también por la Cábala. 
Además, se sabe que Moshé ben Shem Tob dedicó varios años de su vida a contactar con otros cabalistas de toda la Corona de Castilla para integrar y para rescatar conocimiento. Así mismo, él tomó parte en la discusión en torno a fe y razón, religión y filosofía tan propia de estos círculos intelectuales del siglo XIII en la Corona de Castilla. Porque es importante decir que los estudios cabalísticos no proponen un alejamiento de las posiciones racionalistas, sino que proponen incorporar y desarrollar éstas. Y como es sabido, este debate llegó a enfrentar las posturas de los grandes sabios de la época, como Maimónides o Nahmánides.
Establecido en Guadalajara, Moshé ben Shem Tob completó alrededor de veinticuatro escritos sobre Cábala y en 1286 ya tenía concluida buena parte de su redacción del Zóhar, incluyendo una versión renovada del comentario o Midrash.